# Athalia (Ohio)
Athalia es una villa ubicada en el condado de Lawrence en el estado estadounidense de Ohio. En el Censo de 2010 tenía una población de 373 habitantes y una densidad poblacional de 209,94 personas por km².

## Geografía
Athalia se encuentra ubicada en las coordenadas 38°30′33″N 82°18′34″O / 38.50917, -82.30944. Según la Oficina del Censo de los Estados Unidos, Athalia tiene una superficie total de 1.78 km², de la cual 1.78 km² corresponden a tierra firme y (0%) 0 km² es agua.

## Demografía
Según el censo de 2010, había 373 personas residiendo en Athalia. La densidad de población era de 209,94 hab./km². De los 373 habitantes, Athalia estaba compuesto por el 97.86% blancos, el 0.8% eran afroamericanos, el 0.8% eran amerindios, el 0.27% eran asiáticos, el 0% eran isleños del Pacífico, el 0% eran de otras razas y el 0.27% pertenecían a dos o más razas. Del total de la población el 2.14% eran hispanos o latinos de cualquier raza.